# Jason Saggo
Jason Daniel Saggo, född 23 november 1985 i Toronto, är en kanadensisk MMA-utövare som sedan 2014 tävlar i organisationen Ultimate Fighting Championship.